# Bernard Vignette
Pas d'image ? Cliquez ici

a Compétitions nationales et continentales officielles uniquement.

Dernière mise à jour le 28 avril 2023.
Bernard Vignette, né le 8 août 1939 à Louvie-Juzon est un joueur de rugby à XV français. Natif de la vallée d'Ossau, il a évolué à l'Etoile sportive arudyenne, puis à la Section paloise et au Sport athlétique mauléonais au poste de troisième ligne.
Vignette est champion de France en 1964.
Il est le père de Yannick Vignette.

## Carrière de joueur

### En club
- Section paloise[4]

## Palmarès

### Avec laSection paloise
- Championnat de France de première division :
  - Champion (1) : 1964
- Challenge Yves du Manoir :
  - Finaliste (1) : 1964